# Sulu köfte
Sulu köfte o ekşili köfte es un plato tradicional de la cocina turca.
Es un plato de "köftes" redondos (bolas de carne) como guiso, o sea con caldo, y no muy espeso. Parece a las "albóndigas con salsa de tomate" de la cocina española, con la mayor diferencia que las bolas de carne incluyen, aparte de carne, también arroz. Además, el caldo o sopa es menos denso, como para comer con cuchara. El caldo lleva trozos de patatas y zanahorias cocidas.

## Variantes o similares
Una variante de este plato es el "ekşili köfte", que es una preparación bastante similar, pero con menos -o nada- de salsa de tomate en el caldo y al que se le agrega una mezcla de huevo y zumo de limón justo antes de terminar la cocción. Tanto esta salsa como la operación de agregarla se denominan "terbiye" en el idioma turco. Esta versión de sulu köfte, o sea el ekşili köfte también existe en la cocina griega, y con el nombre de "yuvarlak", que significa "redondo" en idioma turco.
En la cocina turca existen otras  köftes en guiso, como son los İzmir köfte que son cilíndricos (alargados) y llevan una salsa bastante espesa.
"Daş küftə" (köfte piedra) es la versión azerí de Nakhchivan.